# Danuta Hibner

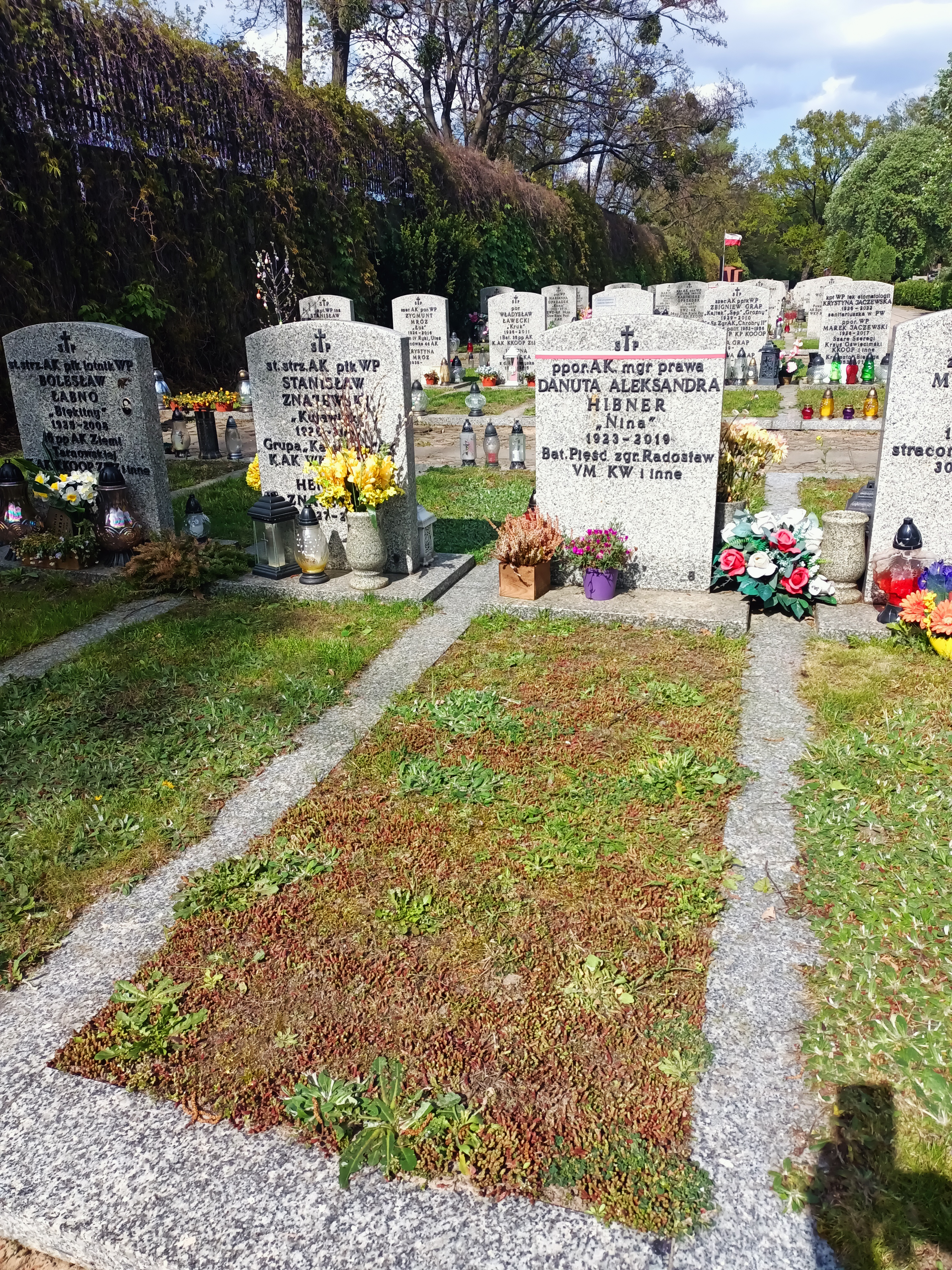
Grób Danuty Hibner na Cmentarzu Wojskowym na Powązkach

Danuta Hibner ps. „Nina”(ur. 30 października 1923 w Warszawie, zm. 2 października 2019 tamże) – łączniczka i wywiadowczyni Oddziału Wykonawczego Kontrwywiadu krypt. 993/W Oddziału Il KG AK, w powstaniu łączniczka i sanitariuszka w kompanii „Zemsta” batalionu „Pięść” Zgrupowania „Radosław”, jeniec oflagów, dama Orderu Wojennego Virtuti Militari.

## Życiorys
Urodziła się 30 października 1923 w Warszawie w rodzinie Czesława i Anny z d. Zaręba. Przed rozpoczęciem II wojny światowej w Gimnazjum Żeńskim im. Zofii Wołowskiej, które znajdowało się przy ul. Pięknej ukończyła sześć klas i uzyskała tzw. „małą maturę”. Podczas trwającej okupacji niemieckiej w tej samej szkole kontynuowała naukę na tajnych kompletach liceum humanistycznego, w której zdała maturę w 1941, a następnie zaczęła studiować na tajnych kompletach Wydziału Prawa Uniwersytetu Warszawskiego.
W czasie nauki na tajnych kompletach, jesienią 1942 została przez kolegę Adama Grymaszewskiego ps. „Jastrząb” wprowadzona i zaprzysiężona jako „Nina” w Oddziale 993/W KG Armii Krajowej przez jego dowódcę porucznika Leszka Kowalewskiego ps. „Twardy”. W Oddziale pełniła funkcję łączniczki i wywiadowczyni. Do jej zadań należało przenoszenie poczty konspiracyjnej i broni, a także uczestniczyła w akcjach likwidacyjnych oddziału wykonywanych na agentach i konfidentach gestapo. 8 października 1943 podczas uczestniczenia w akcji dokonanej na konfidencie gestapo Józefie Staszauerze, który był właścicielem lokalu „Za kotarą” przy ul. Mazowieckiej została ciężko ranna w rękę. Musiała udać się do szpitala, ponieważ groziła jej amputacja ręki. Przeleżała w nim kilka miesięcy, a do oddziału powróciła dopiero w lipcu 1944 z jeszcze nie do końca wygojoną ręką.
Po wybuchu powstania warszawskiego jej oddział, który przemianowano na kompanię „Zemsta” batalionu „Pięść” wszedł w skład Zgrupowania „Radosław”. Danuta przez cały czas walk wykonywała obowiązki łączniczki-sanitariuszki walcząc z oddziałem na Woli, Starym Mieście, Muranowie, a po przejściu kanałami, w Śródmieściu-Południe. Następnie przez ostatnie trzy tygodnie powstania służyła w oddziale ochrony KG AK i Komendanta Głównego, którym dowodził Stanisław Jankowski ps. „Agaton”.
Danuta Hibner Rozkazem KG AK Nr 113/BP z 11 listopada 1943 za wyróżniające się męstwo w służbie bojowej w okresie konspiracji została (za akcję w lokalu „Za kotarą”) odznaczona Krzyżem Srebrnym Orderu Wojennego Virtuti Militari. Rozkazem gen. Tadeusza Komorowskiego ,,Bora” Nr 871/1 z 23 września 1944 mianowana na stopień podporucznika.
Kiedy upadło Powstanie była jeńcem wojennym oflagów Lamsdorf, Mühlberg, Altenberg, Molsdorf IX C, Blankenheim, aż do 13 kwietnia 1945, kiedy obóz został wyzwolony przez wojska alianckie. Następnie w sierpniu wyjechała do Belgii, gdzie dla polskiej młodzieży, która przebywała w Niemczech, w Brukseli zorganizowano Ośrodek Studiów Wyższych. Przez rok studiowała w Ecole des Sciences Politiques et Sociales. Do kraju powróciła w lipcu 1945, ponieważ zachorowała jej matka. Zamieszkała początkowo w Łodzi, a od listopada 1948 na stałe w Warszawie. W tym samym roku na Wydziale Prawnym Uniwersytetu Łódzkiego ukończyła studia, a następnie na Uniwersytecie Warszawskim psychologię i jednocześnie odbywała aplikację sądową oraz praktykę w Poradni Psychologicznej. W sądownictwie dla nieletnich nie została zatrudniona, ponieważ była dyskryminowana przez swoją akowską przeszłość. Do 1 stycznia 1961 podjęła pracę w Biurze Projektów Budownictwa Kolejowego na stanowisku inspektora ekonomicznego, a po paru latach pracowała w Biurze Prawnym Zarządu Przemysłu i Handlu Zjednoczonych Zespołów Gospodarczych w Warszawie mieszczącym się przy ul. Wspólnej 25, aż do przejścia na emeryturę w 1979. Nie była w żadnej partii, natomiast była członkiem Związku Bojowników o Wolność i Demokrację; od 1958 również członkiem ZIW. Przed śmiercią była członkiem Światowego Związku Żołnierzy Armii Krajowej w którym działała społecznie. Od 2002 należała do Klubu Kawalerów Orderu Wojennego Virtuti Militari. 
Danuta Hibner nie założyła rodziny. Zmarła 2 października 2019 w Warszawie.

## Ordery i odznaczenia
- Krzyż Srebrny Orderu Wojennego Virtuti Militari – 1943
- Srebrny Krzyż Zasługi z Mieczami – 2 października 1944[6]
- Krzyż Walecznych – 22 sierpnia 1959
- Krzyż Armii Krajowej – 25 lipca 1969
- Medal Wojska – 25 września 1969
- Warszawski Krzyż Powstańczy – 13 stycznia 1982
- Medal za Warszawę 1939–1945
- Medal Zwycięstwa i Wolności 1945